# Tribromoetanol
El 2,2,2-tribromoetanol, normalment anomenat tribromoetanol, és un compost químic amb fórmula Br3C−CH2OH. Les seves molècules poden ser descrites com etanol, amb els tres àtoms d'hidrogen en la posició 2 (en el grup metil) substituïts per brom. És un sòlid cristal·lí blanc, soluble en aigua i altres dissolvents, que s'absorbeix a la UV per sota de 290 nm.
El tribromoetanol s'utilitza en medicina i biologia com a anestèsic, i ha estat disponible comercialment per a aquest propòsit amb el nom comercial Avertin. Antigament, es feia servir en humans i encara s'utilitza sovint en animals de laboratori, i per capturar ocells salvatges. També s'utilitza a la indústria del plàstic com a iniciador de polimerització.

## Història
A la dècada de 1920, els investigadors van començar a explorar nous compostos per al seu ús com a anestèsics. Durant aquesta època es va sintetitzar el tribromoetanol. No se sap amb certesa qui ho va fer, però se suposa que va ser un grup de científics que estava investigant sobre compostos halogenats amb propietats anestèsiques. Varen descobrir que aquest compost tenia propietats anestèsiques i relaxants musculars, i per això es va convertir en un candidat prometedor per al seu ús en la investigació biomèdica.
El 1924, el tribromoetanol va ser patentat amb el nom d'Avertin i va començar a usar-se en investigacions experimentals amb animals. La seva capacitat per induir l'anestèsia i la relaxació muscular va fer-ho útil en estudis que demanaven la immobilització d'animals per a procediments quirúrgics o d'investigació.

Al llarg dels anys, Avertin es va fer servir bastant en investigacions neurobiològiques i farmacològiques. Més tard, es va descobrir que tenia alguns efectes secundaris, com a depressió respiratòria i problemes gastrointestinals en els subjectes de prova. A més, la toxicitat del brom, un dels components del Avertin, va donar preocupacions pel que fa a la seva seguretat. A mesura que es descobrien altres tipus d'anestèsia i es desenvolupaven alternatives més segures i efectives, l'ús d'Avertin va disminuir en certs contextos mèdics i científics. En l'actualitat, es prefereix utilitzar altres agents anestèsics amb perfils de seguretat millors.

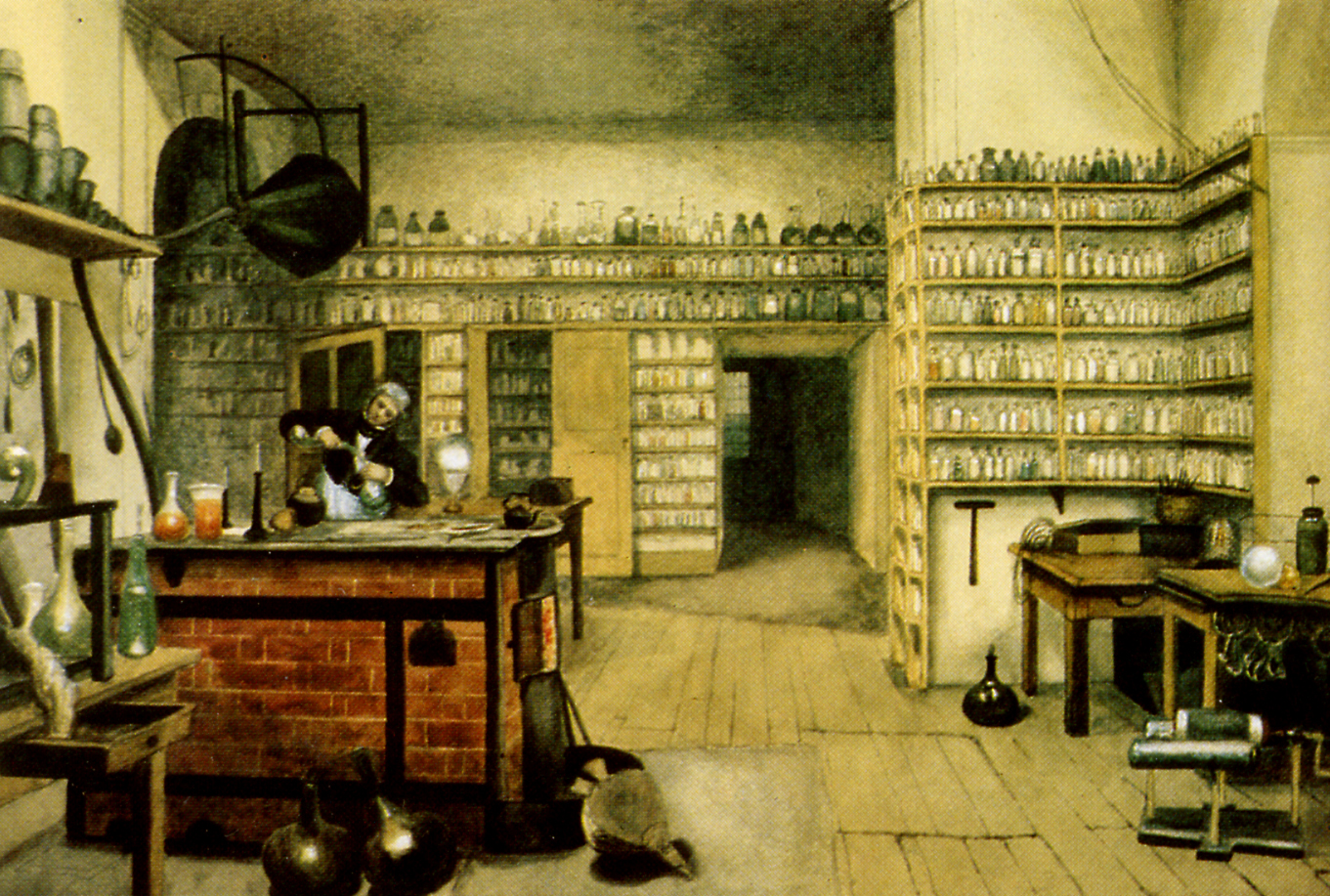

És important assenyalar que l'ús d'Avertin ha estat objecte de debat a causa dels seus efectes secundaris i a la disponibilitat d'opcions més modernes i segures al camp de l'anestèsia. Les pràctiques mèdiques i científiques evolucionen amb el temps, i les substàncies emprades també s'ajusten per millorar la seguretat i l'eficàcia dels procediments.

## Propietats
El tribromoetanol no es troba de forma natural en el medi, ja que és un compost químic sintètic. És produït a través de processos de síntesi química en un laboratori. En el cas específic d'Avertin, la síntesi implica la reacció de l'àcid acètic amb brom per obtenir el compost final.
El tribromoetanol, en condicions normals de temperatura i pressió, és un sòlid cristal·lí. Té un punt d'ebullició de 92 a 93 °C i un punt de fusió de 73 a 79 °C. Quan s'utilitza en procediments mèdics que requereixen la seva administració, com injeccions, es prepara una dissolució aquosa del compost per facilitar-ne l'administració mitjançant injecció. La solubilitat en aigua del tribromoetanol permet la seva preparació en forma líquida per utilitzar-lo com a agent anestèsic en estudis amb animals de laboratori o en altres procediments que requereixen aquest tipus d'anestèsia

## Usos

#### Anestèsic animal
El tribromoetanol s'utilitza sovint per anestesiar animals de laboratori, especialment rosegadors, abans de la cirurgia. Com a solució en alcohol tert-amílic, té la marca Avertin. L'alcohol tert-amílic actua com a hipnòtic feble, a més de millorar la solubilitat del tribromoetanol. Administrat per via intravenosa, el tribromoetanol provoca una anestèsia ràpida i profunda seguida d'una recuperació postoperatòria ràpida i completa en petits mamífers. Recentment, s'ha qüestionat la seva seguretat per a aquest propòsit.

#### Captura de fauna
El tribromoetanol també s'ha utilitzat durant molt de temps com a esquer de gra per capturar galls d'indi salvatges amb finalitats d'investigació i gestió de la vida salvatge. No obstant això, els ocells aprenen a evitar-lo, durant més d'un any, després d'una sola exposició, i allunyaran altres membres del ramat de l'esquer quan el detectin.

#### Anestèsic humà
A la primera meitat del segle xx, Avertin també s'utilitzava en humans com a anestèsic general o narcòtic basal per induir la inconsciència abans de l'administració d'altres agents anestèsics. Es va administrar per via rectal com a ènema de retenció o per injecció intravenosa. El seu ús rectal va ser especialment afavorit per a pediatria, cirurgia de cap o coll, o en pacients mentalment inestables o ansiosos. Els estudis d'electrofisiologia van demostrar que el tribromoetanol actua com un modulador al·lostèric positiu dels receptors inhibidors de GABA i glicina, un mecanisme similar al que s'observa amb el compost relacionat 2,2,2-tricloroetanol. L'hidrat bromal (2,2,2-tribromoetanol-1,1-diol), un compost també reconegut per produir anestèsia general en animals, es metabolitza a tribromoetanol.

#### Iniciador de polimerització
El tribromoetanol es pot utilitzar també com a iniciador de polimerització funcional per a la introducció de grups α-hidroxil en poli(metacrilat de metil) i poli(acrilat de n-butil).

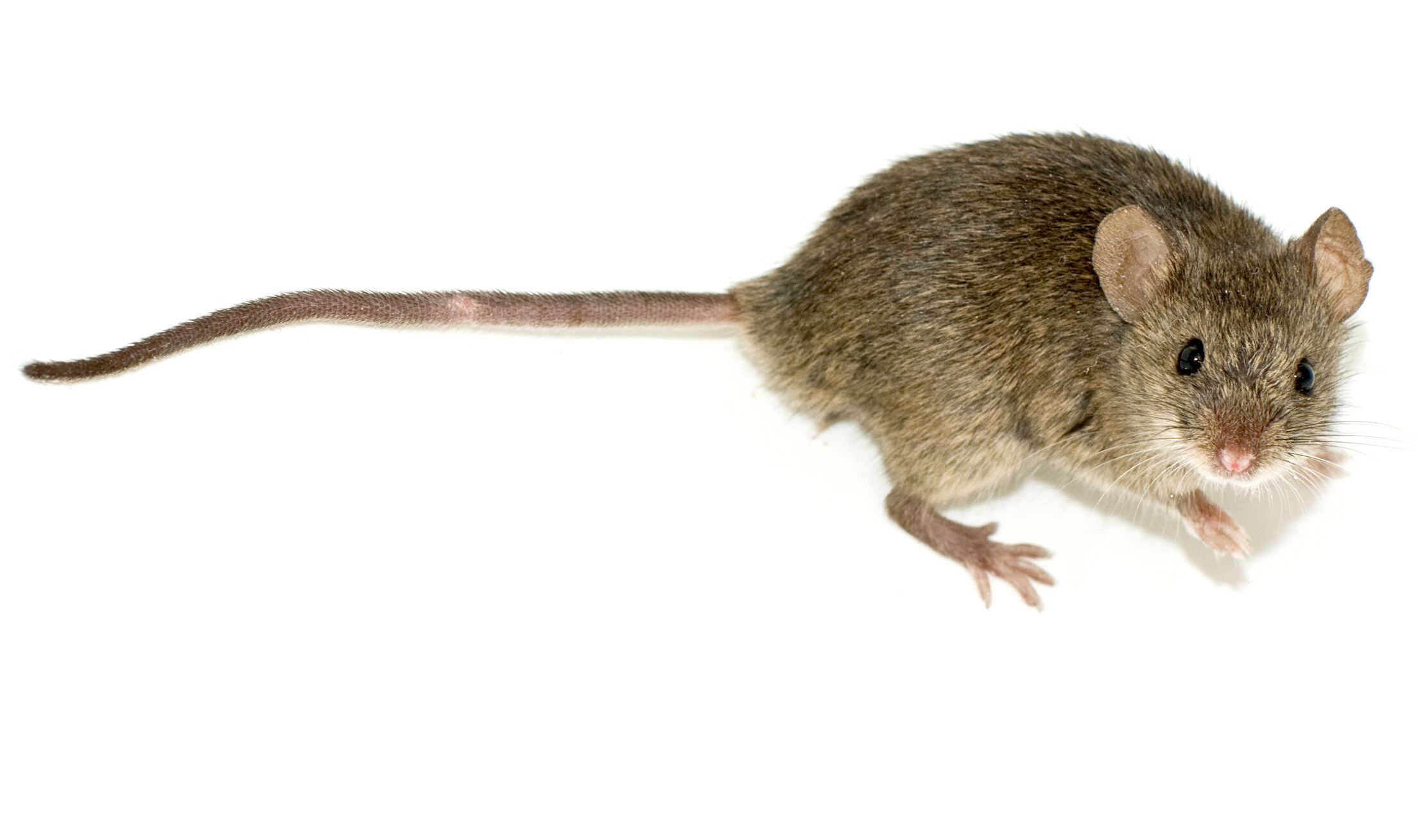
Un ratolí, l'animal on més s'ha experimentat amb els efectes secundaris del tribromoetanol

## Toxicitat
L'ús del tribromoetanol va ser polèmic des del principi, per començar, principalment per les seves propietats depressores respiratòries. Llavors, aviat varen augmentar els informes d'alts índexs de mortalitat i es va començar a suposar una toxicitat directa de l'anestèsic. Durant els primers anys, principalment, es va veure un altre efecte secundari en forma d'inflamació de la mucosa de l'intestí, que generalment es curava al cap de 2-6 dies, però també va provocar la mort en alguns casos, per exemple a conseqüència de diarrea i perforació intestinal.
A causa de la comprovació d'aquests efectes secundaris que tenia Avertin, va ser retirat ràpidament del mercat com a anestèsic d'injecció. A partir de finals de la dècada de 1940, es va produir un gran descens del seu ús, però encara es feia servir ocasionalment en infants fins a la dècada de 1960.
En aquest estudi publicat per l'associació americana per a la ciència d'animals de laboratori es descriu com afecta aquest anestèsic de manera negativa en el cas dels ratolins.